# Calvin Tolmbaye
Calvin Ali Tolmbaye (Arad, 10 maggio 1985) è un calciatore rumeno naturalizzato centrafricano, difensore svincolato.

## Statistiche

### Cronologia presenze e reti in nazionale
| Cronologia completa delle presenze e delle reti in nazionale ― Rep. Centrafricana | Cronologia completa delle presenze e delle reti in nazionale ― Rep. Centrafricana | Cronologia completa delle presenze e delle reti in nazionale ― Rep. Centrafricana | Cronologia completa delle presenze e delle reti in nazionale ― Rep. Centrafricana | Cronologia completa delle presenze e delle reti in nazionale ― Rep. Centrafricana | Cronologia completa delle presenze e delle reti in nazionale ― Rep. Centrafricana | Cronologia completa delle presenze e delle reti in nazionale ― Rep. Centrafricana | Cronologia completa delle presenze e delle reti in nazionale ― Rep. Centrafricana |
| Data                                                                              | Città                                                                             | In casa                                                                           | Risultato                                                                         | Ospiti                                                                            | Competizione                                                                      | Reti                                                                              | Note                                                                              |
| --------------------------------------------------------------------------------- | --------------------------------------------------------------------------------- | --------------------------------------------------------------------------------- | --------------------------------------------------------------------------------- | --------------------------------------------------------------------------------- | --------------------------------------------------------------------------------- | --------------------------------------------------------------------------------- | --------------------------------------------------------------------------------- |
| 15-6-2013                                                                         | Lobatse                                                                           | Botswana                                                                          | 3 – 2                                                                             | Rep. Centrafricana                                                                | Qual. Mondiali 2014                                                               | -                                                                                 | 40’                                                                               |
| 14-8-2013                                                                         | Tripoli                                                                           | Libia                                                                             | 0 – 0                                                                             | Rep. Centrafricana                                                                | Amichevole                                                                        | -                                                                                 |                                                                                   |
| 18-5-2014                                                                         | Brazzaville                                                                       | Rep. Centrafricana                                                                | 0 – 0                                                                             | Guinea-Bissau                                                                     | Qual. Coppa d'Africa 2015                                                         | -                                                                                 |                                                                                   |
| 31-5-2014                                                                         | Bissau                                                                            | Guinea-Bissau                                                                     | 3 – 1                                                                             | Rep. Centrafricana                                                                | Qual. Coppa d'Africa 2015                                                         | -                                                                                 | 62’                                                                               |
| 9-10-2014                                                                         | Tangeri                                                                           | Marocco                                                                           | 4 – 0                                                                             | Rep. Centrafricana                                                                | Amichevole                                                                        | -                                                                                 |                                                                                   |
| 6-9-2015                                                                          | Bangui                                                                            | Rep. Centrafricana                                                                | 2 – 0                                                                             | RD del Congo                                                                      | Qual. Coppa d'Africa 2017                                                         | -                                                                                 | 65’                                                                               |
| Totale                                                                            |                                                                                   | Presenze                                                                          | 6                                                                                 |                                                                                   | Reti                                                                              | 0                                                                                 |                                                                                   |